# Коле Чашуле
Коле Чашуле (2 березня 1921, Прилеп — 22 вересня 2009, Скоп'є) — македонський есеїст, драматург, публіцист, політик і дипломат.

## Життєпис
При народженні отримав ім'я Нікола Кепев. Він був четвертою дитиною в родині Стева і Ілія Кепеви. 1925 року його прийняв дядько Ілія Чашуле. Закінчив початкову та середню школу в Прилепі та державну гімназію в Бітолі. 1938 року вступив на медичний факультет в Белград та завершив у квітні 1941 року у зв'язку з початком війни в Югославії.
З осені 1938 року брав активну участь у комуністичному русі.
У травні 1941 року в Софії разом з групою македонських студентів вступив до місцевого університету. Потім познайомився з Ніколою Вапцаровим, Венко Марковські, Блажем Конеським і Тодором Павловом. Разом з ними створив спільний збірник поезії. Коле Чашуле був членом комуністичного партизанського загону, який підняв повстання проти македонських, болгарських фашистських окупантів 11 жовтня 1941 у рідному місті Прилеп.
1942 року він був заарештований і засуджений до смертної кари, через повішення, як організатор убивства болгарського високопоставленого поліцейського в Скоп'є - Мане Мачкова, але потім вирок був замінений на довічне тюремне ув'язнення, яке він провів у в'язниці «Тюрма Скоп'є». 1944 року Чашуле організував успішну втечу з цієї тюрми для більш ніж 300 ув'язнених, після чого брав активну участь у фіналі військової операції зі звільнення Македонії. 1946 року Чашуле став членом Ради суддів, яка засудила свого співвітчизника Методи Андонова-Ченто на 11-річний термін.
Однією з найвідоміших п'єс Коле Чашуле є "Темнота", яка розповідає про вбивство відомого македонського революціонера Горче Петрова.
Був директором радіо Скоп'є, редактором журналу «Новий День», «Сучасність» та «Vistas», керівником Македонського національного театру. Один із засновників та президентів Товариства письменників Македонії. Пізніше він приєднався до Незалежних письменників Македонії. Член македонського ПЕН-центру. Був членом Македонської академії наук і мистецтв.
1952 року залишив свою першу дипломатичну посаду в Торонто, де був призначений генеральним консулом Югославії в Канаді. Пізніше став послом Югославії в Болівії, Перу і Бразилії. 1956 року був призначений першим міністром культури Народної Республіки Македонії.
Помер у Скоп'є 22 вересня 2009, у віці 88 років.

## Літературні твори
- 1948 – Вечір (Edna večer)
- 1950 – Колектив (Zadruga)
- 1957 – Гілка на вітрі (Vejka na vetrot)
- 1958 – Борозна (Бразда)
- 1960 – Темрява (Crnila)
- 1962 – Гра (Igra)

### Романи
- Prostum (Прощення), 1970

## Нагороди
Він є лауреатом премій: «Марін Држич», «11 Жовтня» та «Стале Попов», «Нагорода Стеріїни», премія за літературний опус «Мисла», «4 липня», «AVNOJ» та «Vojdan Chernodrinski» та ін. 2007 року був нагороджений премією Рачіно.